# 케임브리지 대학교 출판부

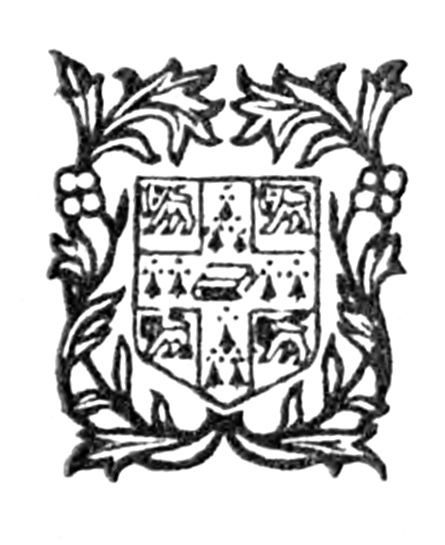

케임브리지 대학교 출판부(Cambridge University Press, CUP)는 케임브리지 대학교의 출판 사업을 다루는 출판사이다. 1534년, 헨리 8세에 의해 특허장이 나온 것을 발생하는 세계에서 가장 오래된 출판사이자 세계에서 두 번째로 큰 규모의 대학 출판부이며 성경과 학술지 출판도 다루고 있다.